# Вулиця Шевченка (Кам'янець-Подільський)
Ву́лиця Шевче́нка — вулиця в центральній частині міста Кам'янця-Подільського, названа на честь великого українського поета і мислителя Тараса Шевченка.

## Розташування
Вулиця розташована в межах історичних міських місцин Новий План і Руські фільварки.
Вулиця Шевченка в Кам'янці-Подільському простягається від вулиці Північної до вулиці Південної на Руських фільварках. На півночі переходить у Хмельницьке шосе. Довжина вулиці — 16 кварталів. Прикінцеві показники: ліворуч — № 113, праворуч — № 46. Вулиця перетинає вулиці Тімірязєва, Івана Мазепи, Князів Коріатовичів, Івана Франка. Від вулиці відходять на схід вулиці Героїв Небесної Сотні, Драгоманова, Данила Галицького, Соборна, Симона Петлюри, Гунська, Драй-Хмари, Сіцінського, Годованця, Слепньова, провулок Прорізний.

## Історія

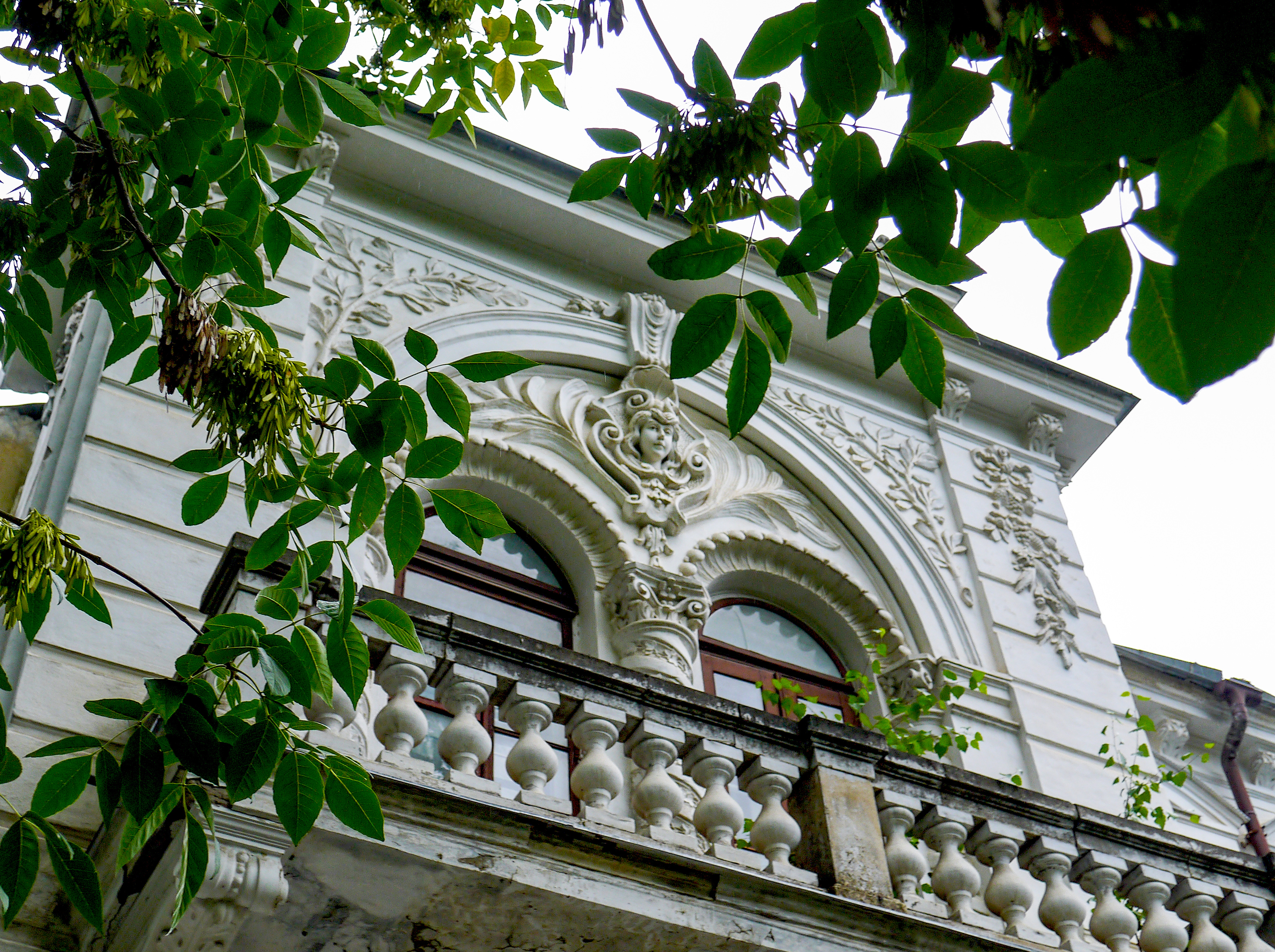
Колишній Селянський банк (вул. Шевченка, 17)

Давні назви вулиці — Бульварна (Новобульварна), Семінарська, починаючи з 1913 року — Романовський проспект, перейменований 26.2 (11.3) 1918 року на проспект Шевченка.
За СРСР, зокрема до 1970 року вулицею Шевченка проходили традиційні демонстрації на радянські свята.
19 травня 2000 року біля міського будинку культури урочисто був відкритий пам'ятник Шевченкові у вигляді погруддя (скульптор Богдан Мазур).
Нині (2000-ні) на вулиці Шевченка розміщуються виборчі дільниці № 15—17, 29, 33, 35, 36, 39.

## Об'єкти
На кам'янецькій вулиці Шевченка розташувалися:
- міський будинок культури (колишній Пушкінський дім, відкритий 3(16).1 1901 року);
- районний Центр культури та мистецтв (колишній кінотеатр ім. Войкова);
- корпуси ПДУ;
- загально-освітня школа № 8 ім. Язвінського Р. (колишня Маріїнська гімназія);
- міські дитячі музична та хорова школи;
- міський відділ поліції;
- церква Іоана Богослова ПЦУ;
- історична будівля, у якій розташоване відділення «Укртелекому» (колишній Селянський банк, вул. Шевченка, 17);
- банкетний зал «Старий замок»;
- департамент соціального захисту населення Кам'янець-Подільської міської ради (вул. Шевченка, 26);
- продовольчий магазин «Булка».

Вулиця проходить повз парк «Героїв Євромайдану», парк культури та відпочинку, ботанічний сад, сквери Васильєва, Молодіжний, Гунські криниці.